# Brzeźno (powiat wągrowiecki)
Brzeźno – wieś w Polsce położona w województwie wielkopolskim, w powiecie wągrowieckim, w gminie Skoki.
W latach 1975–1998 miejscowość należała administracyjnie do województwa poznańskiego.

## Historia
Miejscowość w zlatynizowanej formie Brezna wymieniona jest w łacińskim dokumencie z 1282 roku sygnowanym przez legata apostolskiego Filipa Firmanusa.
W zachodniej części miejscowości znajdują się pozostałości cmentarza ewangelickiego.